# 九龍塘模範村
九龍塘模範村（英語: Kowloon Tong Model Villageまたは九龍塘新村、九龍塘模範新村）とは、日本軍政期の1943年に啓徳飛行場拡張工事に伴って、立ち退きを迫られた村民の移転先として、日本軍政府によって建設された村落である。模範村およびその周辺の鴨仔湖木屋区（バラック）は、現在の香港九龍塘禧福道にある浸会大学「浸会大学道」キャンパス一帯にあり、1977年と1990年の二度にわたって段階的に解体された。

## 歴史

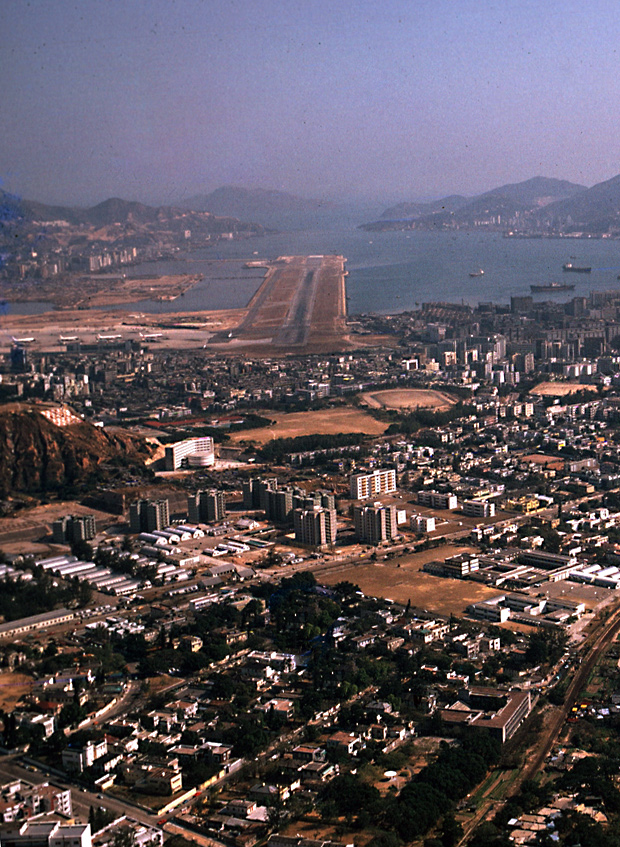
1974年、九龍仔山麓の模範村（左中）。礼賢会中学が完成している。

戦前期には、模範村の所在地は獅嶺村と呼ばれる九龍仔山西麓の谷地であり、谷には鴨仔湖と呼ばれる貯水池が存在した。また、谷の入口には九龍仔村（現在の蘭開夏道と窩打老道の交差点）と七間屋（現在の喇沙利道と対衡道の交差点、1950年代初頭に撤去）があった。九龍仔村は1931年に取り壊され、鴨仔湖一帯の農舍も1935年には取り壊された。関連する土地は谷の西部の土地とともに整地され、九龍塘花園城市の拡張と軍事基地建設が計画されていたが、香港保衛戦（香港の戦い）の勃発に伴って中断された。

### 日本軍政期
香港が日本軍政下にあった1942年、日本軍政府は啓徳飛行場の拡張を宣言した。九龍城にあった16の郷村が影響を受け、拡張範囲の住民は1942年8月10日までに立ち退きを迫られた。その範囲には上下沙埔、蒲崗、新旧隔坑、打鼓嶺、石鼓壟、沙地園、豬屎寮、瓦窯頭、大磡村、下元嶺、馬頭涌、珓杯石といった村落が存在した。衙前圍村は当時既に600年の歴史を有する古村であり、村民は日本軍政府に対して村を取り壊すと村民は「帰る家がなくなり」、飛行場拡張区域が村をS字型に迂回したとしても、囲村外の世帯は移転しなければならないと 説得を続けた。打鼓嶺村、石鼓壟村、大磡村などは拡張区域外であったが、日本軍はこれらの村がゲリラの隠れ家となって日本軍機を攻撃する懸念や、村の石材を飛行場建設に利用できることを考え、これらの村の取り壊しも同時に行われた。
1942年6月、日本側は九龍城の商業者に命じて「啓徳機場拡張工事居民遷後協助委員会」および「模範農村建設指導委員会」を組織させ、住民移転の準備を始めた。1942年9月、飛行場拡張工事はすでに始まっていたが、住民移転はまだ完了していなかった。影響を受けた住民の一部は勧告に従って自力で故郷に戻るよう促されたが、一部には戦災で荒廃した啓徳濱の3階建唐楼に仮住まいするものもいた。やがて啓徳濱も取り壊されることとなり、日本側は住民を再び九龍塘・鴨仔湖および元朗・錦田へ移転させることとした。当時、衙前圍郷の郷長の呉渭池は簡単な日本語が出来たため、呉が村民を代表して軍政府からの補償を求め、また日本側が住宅の建設を行うよう希望した。日本側はこれに同意し、呉を新村の村長（農民組合長）に委任し、呉の人脈を利用して統治を支援させようとした。
飛行場拡張に伴う村民の移転について、日本軍政府は九龍塘と羅湖の2箇所に模範新村を建設する計画を立てた。九龍塘模範村は九龍地区事務所前副所長の山下秀男が建設を指導し、九龍城の住民は、日本の請負業者の住宅建設の手伝いに配置され、労働者には賃金は支払われなかったが、1人1日1斤の米が支給された。模範村の規模では2万人ほどの住民全員を収容することはできず、入居者を決める抽選に参加しなければならなかった。また、各家庭は徴用された土地面積に関わらず、1軒の配当しか与えられなかった。模範村に入居できた者は幸運な数少ない人々であり、衙前圍村会は当選しなかった一族の兄弟に仮住まいを提供した。抽選に当たらなかった他の被災住民は、戦時中、流浪生活を送ることになった。元朗・錦田に移った人々は、日本側と交渉する代理人がいなかったため、日本軍が建てた簡素な木・竹造りのバラックが提供されただけで、こうした家屋はすぐに風雨で傷み、住めなくなった。
九龍塘模範村は1943年8月26日に正式に入居が始まり、九龍地区事務所所長の上野専吉が開村式を主催し、日本人僧侶が祭祀を行った。模範村の面積は約3.8haで、106世帯、700人以上の住民が、120棟の平屋建ての石造りの小屋を数十列に並べて暮らした。家は板張りで、2つの寝室と台所があり、電気も水道も存在しなかった。
模範村村民は主に衙前圍、蒲崗、石鼓壟、隔坑といった村落の出身であり、そのうち40世帯は衙前圍出身者が占めた。模範村の各世帯は日本側から村外の耕地を3畝配給され、村民の中には野菜、さつまいも、唐辛子の栽培や家禽の飼育を行う者もいた。軍政府は野菜の苗や肥料を提供することもあり、村民は灌漑のために鴨仔湖に水を汲みに行った。鴨仔湖は水深があり魚が多く、魚を捕るために湖に入った子供たちが溺れたり、日本軍が人を殺した後に死体を池に落とすという噂もあった。
農耕のほか、多くの住民は各区の厩舎やドッグで働いたり、飛行場建設において苦力として働いたり、基地（現在の九龍東軍営）での塹壕掘りを行うなど、日本軍のために働いた。日本軍政府は九龍塘を鹿島区として、「特別区域」に位置付けた。該区の外国籍住民は赤柱集中営に収容された。区内の別荘は日本軍将校や商人に占拠され、区域全体は日本軍による厳しい防衛体制の下にあった。遊撃隊の活動に打撃を与えるため、日本軍は模範村村民の一挙一動を監視し、遊撃隊隊員であると密告された村民は基地に収容され、厳しい待遇を受けた。

### 戦後

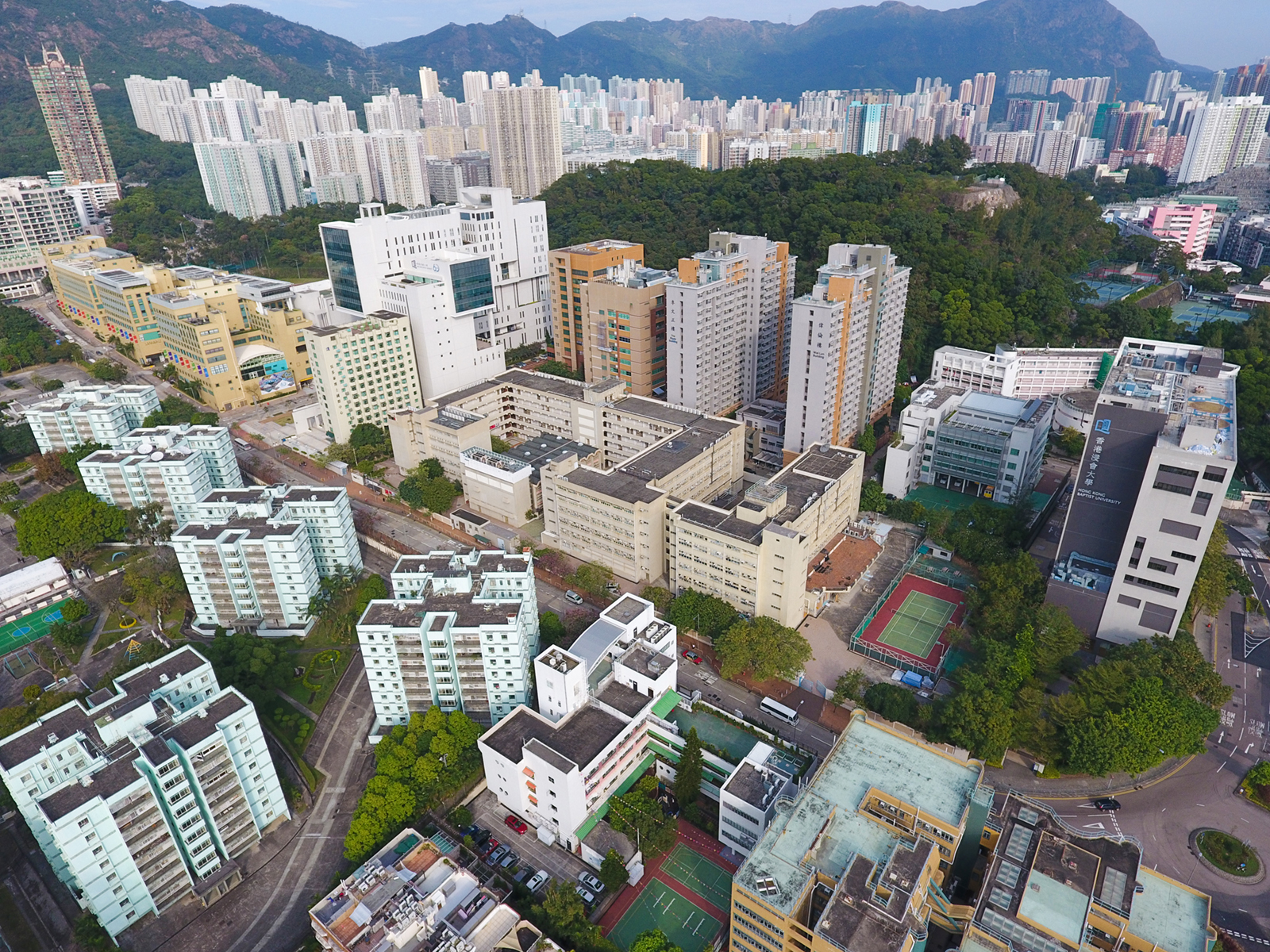
模範村解体後の様子

戦後、模範村村民の多くは原住地に戻るか内地に帰還した。また、建屋材料の質の低さと風雨による侵蝕により、日本軍政期の大部份の石屋は倒壊しており、1949年時点で村内には45軒の石屋しか残っておらず、住民も200数名のみとなっていた。
1945年から49年にかけて、香港政庁と模範村村民の間には就村の土地の所有権および賠償を巡って紛争が発生した。政庁は土地契約の発出を拒絶したものの、村民に対しては却って官地「臨時使用土地証」の申請と地租の納付を要求し、また模範村の解体と政府廉租屋の建設を計画した。1947年、住民は「啓徳機場民業損失求償会」を発足させ、権利を求めて政府に度々請願した。最終的に、政庁は飛行場拡張工事の影響で移転させられた住民に対して現金による賠償を行った。
1949年以降、模範村南側の土地では九龍塘花園城市の拡大を通じて大規模な開発が進み、農地は住宅地へと変貌した。同じ頃、多くの難民が模範村そば、既に鴨仔湖の涸れた谷地に木造バラックを建設し、木屋区が形成された。木屋区には電気・水道の供給がなく、簡素な公衆便所が3つあるだけであった。住民は村の入り口にある4ヶ所の水栓柱で水を汲み、郵便は村で共同の郵便箱を使用するしかなく、電気は1978年になって漸く中華電力から供給されるようになった。
1956年、カトリックフランシスコ会の張尊賢神父（ Fr. Otho Tchang）が木屋区に簡素な校舍を建設した。張は1949年に香港に来て以来九龍塘での伝道を行っており、日中は難民の子弟に教育を行い、晚には村民に対して伝道を行った。1959年には、この学校は模範村天主教学校として正式に登録された。1966年、学校は慈雲山に移転し、聖文德学校へ改名された。1960年には九龍塘宣道小学も宣道夜校として開校され、非常に低廉な学費で模範村の失学児童に教育を提供した。また、中華便以利会も模範村取り壊しまで教会を設置していた。1970年、九龍塘模範村居民福利会に最初の職員が就職し、村内の福祉事務の促進を担った。1978年、福利会の会所が建て替えられた。1952年、模範村の住民は約2000人であった。1970年には模範村の住民は約500世帯4000余人となっていた。1977年、模範村西側部分が先んじて取り壊され、1979年には李惠利工業学院が建てられた。1978年、模範村にはなお約300世帯2000余人が住んでいた。1990年、模範村の残りの部分が解体され、浸会大学の新キャンパスとなった。

## 事件
- 1952年、明渠の詰まりにより木屋区で浸水が発生し、約40軒のバラックが20日以上にわたって被害を受け、234名が被災した[44]。
- 1958年10月26日、木屋区で大規模火災が発生し、約250軒のバラックが被害を受け、約1600名が被災した[45][46][47]。
- 1964年1月23日、大雨により約14軒のバラック、約200名が被災した[48]。
- 1967年10月26日、火災により約30軒のバラック、約300名が被災した[49]。
- 1971年5月18日、火災により約40軒のバラック、約200名が被災した[50]。
- 1972年、豪雨による土砂崩れが木屋区で発生し、84世帯550名が被災した[51]。
- 1978年10月17日、土砂崩れにより12軒のバラックが被災し、約50名の住民が避難した[52]。
- 1987年9月23日、火災により約十数軒のバラック、約100名が被災[53]。

## 出身者
- 呉渭池：衙前圍郷長、模範村村長。模範村6号に居住
- 王偉雄教授：香港哲学家[54]
- 任卓昇医師：2019年香港十大傑青[55]
- 曹永廉：無綫電視タレント

## ポップカルチャー
- 《孤兒救祖》（1961年）